# Addi Adametz
Adele „Addi“ Adametz (* 17. April 1921 in Lauterbach, Tschechoslowakei; † nach 1993) war eine tschechischstämmige Schauspielerin, Synchron- und Hörspielsprecherin sudetendeutscher Herkunft.

## Leben
Addi Adametz, im Kreis Zwittau als Tochter eines Oberlehrers geboren, begann nach ihrem Abitur während des Zweiten Weltkriegs in Breslau ein Studium der Medizin, das sie nach drei Semestern abbrach. Bei Kriegsende 1945 wandte sie sich der Schauspielerei zu und nahm Unterricht bei Elisabeth Flickenschildt. Im selben Jahr begann sie in Berlin Theater zu spielen.
Ihre erste Bühnenstation war das unmittelbar nach Kriegsende von Boleslaw Barlog gegründete Schloßparktheater. Dort wirkte sie in der Spielzeit 1945/46 zunächst in der Komödie Hokuspokus von Curt Goetz (Premiere: November 1945) mit. Weitere Auftritte hatte sie in Ein Spiel von Liebe und Tod von Romain Rolland (Premiere: Dezember 1945), in Eine Schnur geht durch das Zimmer [Die Quadratur des Kreises] von Valentin Katajew (Premiere: Januar 1946) und in Wie es euch gefällt (Premiere: April 1946, als Schäferin Phoebe) mit Hildegard Knef, Gudrun Genest und Hans Söhnker als Partnern. Im April 1947 spielte sie bei der Volksbühne des Hebbeltheaters die Luise Hilse in Gerhart Hauptmanns Die Weber in der ersten Aufführung des Stücks in Berlin nach dem Zweiten Weltkrieg. Im Juni 1947 wirkte sie am Hebbeltheater in der Premiere und den insgesamt acht Vorstellungen des Theaterstücks Ein Punkt in der Welt von Alexander Nikolajewitsch Afinogenow mit. In den Spielzeiten 1947/48 und 1948/49 war sie weiterhin am Hebbeltheater in Berlin engagiert. In der Spielzeit 1948/49 trat sie dort in dem Lustspiel Das Konzert von Hermann Bahr auf. In der Spielzeit 1948/49 spielte sie an der Volksbühne Berlin die Titelheldin in Mirandolina. 1949 wurde sie von Gustav Seitz porträtiert. 1952 trat sie im „Haus der Kultur der Sowjetunion“ in Berlin in  der deutschen Uraufführung des Vaudevilles Kabale und Bühne von Dimitrij Lenskij (dt. Bearbeitung: Johannes von Guenther) auf.
In der Spielzeit 1958/59 trat sie im Kleinen Theater im Zoo in Frankfurt am Main auf. Es folgen Verpflichtungen nach Düsseldorf und an die Münchner Kammerspiele. In August Everdings vielbeachteter Inszenierung des Grabbe-Stücks Napoleon oder Die hundert Tage, die im Juni 1967 bei den Ruhrfestspielen Recklinghausen ihre Premiere hatte, spielte Adametz als Luise und als Marktweib „La Gueule“ zwei kleinere Rollen. Später arbeitete Addi Adametz freiberuflich. In der Spielzeit 1974/75 war sie beim Tournee-Theater „Bühne 64“ in Zürich verpflichtet. In der Spielzeit 1976/77 war sie bei der Theater-Tournee-Gesellschaft „Die Schauspieltruppe Zürich“ (Leitung: Maria Becker) unter Vertrag. In der Spielzeit 1977/78 war sie an der Lore-Bronner-Bühne in München engagiert.
Ihr Filmdebüt gab sie, unter der Regie von Rolf Meyer, in dem im August 1946 entstandenen Filmdrama Zugvögel (1947). In dem Filmdrama Anonyme Briefe (1949) stand sie unter der Regie von Arthur Maria Rabenalt vor der Kamera.
Weitere Auftritte folgten in Filmen wie Lockende Gefahr (1950), Die schöne Tölzerin (1952), Der Herrgottschnitzer von Ammergau (1952, als Sennerin Liesl) und Die Sonne von St. Moritz. Sie spielte auch in damals sehr erfolgreichen Märchenfilmen mit. Herrische Rollen verkörperte sie als böse Königin in Schneewittchen und die sieben Zwerge (1955) und als Witwe Berta in Frau Holle (1961).
In einer unter der Regie von Fritz Umgelter realisierten Fernsehfassung des Hauptmann-Stücks Und Pippa tanzt!, die 1961 im Bayerischen Fernsehen ausgestrahlt wurde, spielte sie die zweite weibliche Rolle des Stücks, die Kellnerin in der Schenke des Wirts Wende. Zu ihren bekanntesten Serien zählen Salto Mortale (1969) und Eine ganz gewöhnliche Geschichte (1975). Außerdem hatte sie kleine Auftritte in der TV-Reihe Tatort. In mehreren Krimiserien wie Der Kommissar (1971) und Derrick (1976 und 1984, als Toilettenfrau und Zimmerwirtin an der Seite von Doris Kunstmann und Sissy Höfferer) trat Addi Adametz als Gast auf. Als Adametz’ letzten Filmauftritt führt die IMDb eine Episodenrolle als Freifrau von Degenwald in der deutschen Familienserie Forsthaus Falkenau (1993) auf.
Addi Adametz arbeitete auch intensiv als Hörspielsprecherin und gelegentlich als Synchronsprecherin.
Adametz lebte viele Jahre in München. Im von der Genossenschaft Deutscher Bühnen-Angehöriger herausgegebenen Deutschen Bühnenjahrbuch für die Spielzeiten 1977/78 und 1978/79 wird ihre Adresse jeweils mit „8000 München 71, Appenzeller Str. 115“ angegeben.

## Filmografie
- 1947: Zugvögel
- 1949: Anonyme Briefe
- 1950: Lockende Gefahr
- 1952: Die schöne Tölzerin
- 1952: Der Herrgottschnitzer von Ammergau
- 1954: Die Sonne von St. Moritz
- 1955: Schneewittchen
- 1961: Frau Holle
- 1961: Und Pippa tanzt! (Fernsehfilm)
- 1964: Anklage gegen Unbekannt (Fernsehfilm)
- 1964: Nebelmörder
- 1965: Gewagtes Spiel (Fernsehserie, Folge Das zweite Gesicht)
- 1965: Figaro lässt sich scheiden (Fernsehfilm)
- 1966: Kostenpflichtig zum Tode verurteilt (Fernsehfilm)
- 1967: Das Kriminalmuseum (Fernsehserie, Folge Die Kamera)
- 1967: Interpol (TV-Filmreihe, Folge: …geborene Lipowski)
- 1968: Der Fall Tuchatschewskij (Fernsehfilm)
- 1969: Salto Mortale (Fernsehserie, Folge Gastspiel in Prag)
- 1970: Recht oder Unrecht (Fernsehserie, Folge Der Schuss)
- 1971: Der Kommissar (Fernsehserie, Folge Lisa Bassenges Mörder)
- 1975: Bitte keine Polizei (Fernsehserie, Folge Teure Fanny)
- 1975: Tatort: Als gestohlen gemeldet (Fernsehreihe)
- 1975–1976: Eine ganz gewöhnliche Geschichte (Fernsehserie)
- 1976: Derrick (Fernsehserie, Folge Tote Vögel singen nicht)
- 1978: Tatort: Der Feinkosthändler (Fernsehreihe)
- 1979: Die Koblanks (Fernsehserie, 13 Folgen)
- 1984: Derrick (Fernsehserie, Folge Gangster haben andere Spielregeln)
- 1986: Die Krimistunde (Fernsehserie, Folge Herrenabend)
- 1991: SOKO 5113  (Fernsehserie, Folge Der alte Schatten)
- 1993: Forsthaus Falkenau (Fernsehserie, Folge Zwei Omas sind einfach zuviel)

## Synchronarbeiten
- 1939: Die schöne Wassilissa (Originalstimme: Irina Sarubina, Rolle: Malanja)
- 1949: Die Tingeltangelgräfin (Originalstimme: Hattie Jacques, Rolle: Daisy)
- 1950: Das Wunder von San Marino (Originalstimme: Rosalie Crutchley, Rolle: Carlotta)